# Meringopus pilosus
Meringopus pilosus là một loài tò vò trong họ Ichneumonidae.